# زوران سلافيكا
زوران سلافيكا (بالكرواتية: Zoran Slavica)‏ هو لاعب كرة قدم كرواتي في مركز حراسة المرمى، ولد في 28 مارس 1967 في شيبينيك في كرواتيا. لعب مع نادي شيبينيك ‏.

## وصلات خارجية
- زوران سلافيكا على موقع اتحاد كرواتيا (الكرواتية)
- زوران سلافيكا على موقع قاعدة بيانات كرة القدم.إي يو (الإنجليزية)
- زوران سلافيكا على موقع ناشيونال فوتبول تيمز (الإنجليزية)
- زوران سلافيكا على موقع Soccerway.com (الإنجليزية)
- زوران سلافيكا على موقع عالم كرة القدم.نت (الإنجليزية)